# Bathildis
Bathildis (Ca. 626 - Chelles, 30 januari 680) was de echtgenote van koning Clovis II en was koningin der Franken. Na haar dood werd ze heilig verklaard.

## Biografie
Bathildis werd geboren in Engeland en volgens sommige kroniekschrijvers zou ze verwant zijn aan Angelsaksische koningen. Deze afstamming is echter twijfelachtig. Ze werd als slavin verkocht en kwam terecht in het huishouden van de hofmeier Erchinoald, die in dienst was voor koning Clovis II. Deze Frankische koning werd verliefd op haar en trouwde met Bathildis. Zij kreeg bij Clovis II drie kinderen: Chlotharius III, Childerik II en Theuderik III. In 657 overleed haar echtgenoot en liet hij haar achter met haar drie nog jonge zoons. Gedurende een periode van zeven jaar zou Bathildis als koningin-regent optreden over Neustrië en Bourgondië voor haar zoon Chlotarius III. Haar invloed werd in 662 nog verder vergroot toen haar zoon Childerik II werd verkozen tot koning van Austrasië.
Tijdens haar regeringsjaren vergaarde Bathildis veel religieuze relikwieën en spande ze zich in voor de creatie van heiligdommen die buiten de bisschoppelijk hiërarchie vielen. Voorbeelden hiervan zijn de gecreëerde heiligdommen voor Germanus van Auxerre en Dionysius van Parijs in Parijs. Deze politiek stuitte op veel verzet van de bisschoppen. Hierdoor zag Bathildis zich genoodzaakt om een negental bisschoppen om het leven te brengen, waaronder Aunemundus van Lyon. Daarentegen hielp ze de bisschoppen die haar politiek steunden, zo werden Audoin van Rouen en Chrodobert van Parijs als voogd aangesteld voor Chlotarius III. Daarnaast was Bathildis ook verantwoordelijk voor de stichting van diverse kloosters in het Merovingische Rijk. Zo stichtte ze rond 660 de Abdij van Corbie.
In 664/665 werd Bathildis ten val gebracht en trok zich vervolgens terug in de abdij van Chelles waar ze tot aan haar dood verbleef. Na haar overlijden zou ze de status van heilige krijgen. Haar leven zou in 690 beschreven worden in de Vita Balthildis.

## Relikwieën
Van de heilige Bathildis werden verschillende relikwieën bewaard in de abdijkerk van Chelles. Nadat de abdij werd afgeschaft na de Franse Revolutie, verhuisden een deel van de relikwieën naar de parochiekerk Saint-André van Chelles. Een bovenkleed en een haarlint met een haarlok zijn bewaard gebleven en worden bewaard in het Musée Alfred Bonno in Chelles.

### Bovenkleed van Bathildis
Enkel het voorste deel van het bovenkleed, een kledingstuk met een uitsparing voor het hoofd dat los of omgord boven de andere kleren werd gedragen, is bewaard gebleven. Het bestaat uit wit linnen en is 117 op 84 cm groot. Het is geborduurd met gekleurde zijde. De borduursels stellen drie kettingen voor uit goud versierd met allerlei edelstenen. Tussen de twee binnenste kettingen en de buitenste is een gouden kruis versierd met edelstenen geborduurd. Het bovenkleed werd in 1948 beschermd als historisch monument.

### Haarlint van Bathildis
Het haarlint is gevlochten uit tien ongeverfde zijden draden en is 491 cm lang. Op regelmatige afstand zijn de gevlochten draden omwonden met gekleurde zijdedraad. Een haarlok van Bathildis is nog vastgehecht aan het haarlint. Uit analyse blijkt dat Bathildis blond of ros lang haar had. Het grijzende haar is geverfd met een mengsel van henna en kamille.